# Mark Smeaton
Mark Smeaton (* um 1511/1516; † 17. Mai 1536 auf Tower Hill), auch Mark Smeton, war ein englischer Musiker am Hofe des Königs  Heinrich VIII. Aus einfachen Verhältnissen stammend, stieg er durch sein Talent bei Hofe auf und gewann die Gunst des Königs sowie seiner zweiten Ehefrau Anne Boleyn. Seine Aussage, mit der Königin Ehebruch begangen zu haben, führten zum Sturz Anne Boleyns und der Verurteilung ihrer angeblichen Liebhaber, neben Mark Smeaton ihr Bruder George Boleyn und die Kammerherren Francis Weston, Henry Norris und William Brereton. Am 17. Mai 1536 wurde Smeaton mit den anderen Männern auf Tower Hill enthauptet.

## Leben

### Aufstieg am Hof
Über Mark Smeatons Hintergrund und Familie ist kaum etwas bekannt. Im Jahr 1536 war er in seinen frühen Zwanzigern, was ein Geburtsdatum zwischen 1511 und 1516 nahelegt. Einige Quellen geben ihn als Sohn eines Zimmermanns an, andere behaupten, dass Smeaton flämische Wurzeln hatte. Auch ist umstritten, wie er an den Hof kam. Ein Gerücht besagt, dass Königin Anne Boleyn nach hübschen Männern und guten Tänzern Ausschau hielt und auf Smeaton aufmerksam wurde, weil er einer der schönsten Monochordspieler war. Eine andere Version ist, dass er bis zum Jahr 1529 zum Haushalt des Kardinals Thomas Wolsey gehörte und anschließend an den Hof kam. Je nach Quelle wird Smeaton als Musikant, Organist, Virginal− oder Spinettspieler bezeichnet.
Zu einem unbestimmten Zeitpunkt nach 1529 wurde er ein Diener der Privy Chamber und bewegte sich damit in dem exklusiven Kreis von königlichen Favoriten, die direkten Zugang zu König Heinrich VIII. hatten. Der König umgab sich gern mit persönlichen Favoriten und somit war Smeaton wie zuvor Wolsey und Thomas Cromwell, 1. Earl of Essex trotz seiner einfachen Herkunft ein gesellschaftlicher Aufstieg gelungen. George Boleyn wurde Smeatons Mäzen und gab ihm ein Musikbuch, das noch heute in der British Library steht. Auch die Königin ließ ihn oft in ihrem Empfangszimmer musizieren. Wahrscheinlich kam sie für die Dekoration seines Klavichords auf und möglicherweise entwickelte sich eine Freundschaft zwischen den beiden, da die Königin nicht zögerte, einen Musiker, der weit unter ihr stand, zu fragen, warum er traurig war. Auch spielte er mitunter ihren Angaben zufolge in ihren Privatgemächern für sie.
Allerdings machte sie sich auf diese Weise angreifbar für die Anschuldigung, romantisches Interesse an ihm zu haben. Der Dichter Thomas Wyatt schrieb über Smeaton, dass er sich über seinen armen Stand erhob, was zu seinem tiefen Sturz geführt hätte, was oft so gedeutet wird, dass der Musiker überheblich wurde und sich in eine unangemessene Verliebtheit für die Königin hineinsteigerte. Zu dieser Einschätzung passt eine Episode mit Anne Boleyn, die die Königin nach ihrer Inhaftierung erzählen sollte. Am 29. April sah sie Smeaton mit einem unglücklichen Gesichtsausdruck in ihrem Empfangszimmer stehen und fragte ihn, was ihn bedrücke. „Es ist nichts,“ erwiderte Smeaton, woraufhin Anne entgegnete: „Du darfst nicht erwarten, dass ich mit dir spreche wie mit einem Edelmann, denn du bist von niederem Stand.“ – „Nein, nein, Madame. Ein Blick genügt mir und nun lebt wohl.“
Es ist möglich, dass Smeaton keinen Unterschied machte zwischen tatsächlich empfundener Liebe und der formalisierten, höfischen Liebe, die die platonische Verehrung der unerreichbaren Königin zum Inhalt hatte. Vielleicht hoffte er, dass die Königin wahre Gefühle für ihn hegte. Lancelot de Carles, Sekretär und Schreiber des französischen Botschafters, schrieb, dass Anne nach dem 1. Act of Succession, der jede Verunglimpfung ihrer zum Hochverrat machte, im Prinzip unantastbar war und tun und lassen konnte, was sie wollte. Der Historiker G.W. Bernard vertritt daher die These, dass Anne Boleyn theoretisch durchaus eine kurze, romantische Affäre mit Smeaton gehabt haben könnte, die möglicherweise in der beschriebenen Episode durch Anne beendet wurde.

### Verhaftung
Im April kam es zu einem Streite zwischen Anne Boleyns Hofdame Elizabeth, Countess of Worcester, und deren Bruder Anthony Browne, der ihr zügelloses Verhalten vorwarf. Elizabeth entgegnete, dass sie nicht annähernd so schlimm sei wie die Königin, die mit ihrem Bruder gesündigt habe. Mark Smeaton könnte ihm noch mehr erzählen. Browne informierte sofort den König, der daraufhin eine Untersuchung anordnete. Am Sonntag, den 30. April 1536 wurde Mark Smeaton von Thomas Cromwell, 1. Earl of Essex verhaftet und in dessen Haus in Stepney gebracht. Dort wurde er 24 Stunden lang festgehalten und gestand im Laufe des Verhörs, dass er dreimal mit Anne Boleyn geschlafen hätte. Daraufhin wurde er in den Tower of London gebracht.

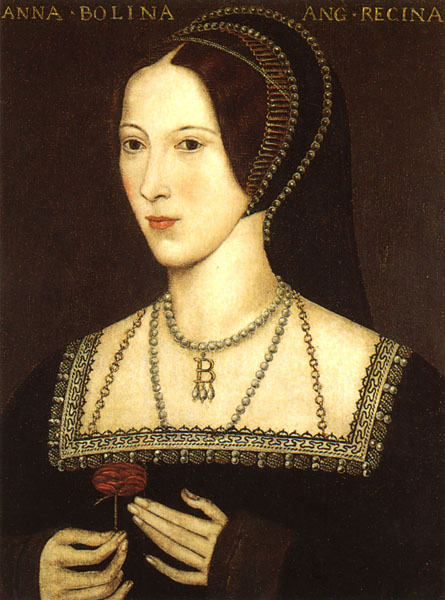
Anne Boleyn, Königin von England

Mit Smeatons Geständnis kam der Stein ins Rollen. Kaum zwei Tage später befanden sich auch Henry Norris, George Boleyn und die Königin in Haft. Anne Boleyn brach im Tower zusammen und belastete in ihrer Angst Francis Weston ebenfalls. Kurze Zeit später wurde Heinrichs Kammerdiener William Brereton verhaftet. Auch Francis Bryan, Thomas Wyatt und Sir Richard Page wurden verdächtigt, die letzteren beiden ebenfalls inhaftiert. Angesichts dieser Entwicklungen wurden Annes Hofdamen verhört, was weitere Entdeckungen und Verdächtigungen nach sich zog. So verbreitete sich das Gerücht, dass Anne sich in Smeaton verliebt habe und ihn in Abwesenheit des Königs in ihrem Süßigkeitenschrank versteckt hielt. Sobald ihre Hofdamen im Nebenraum eingeschlafen waren, so die Geschichte, rief Anne nach einer alten Dienerin, dass sie ihr Marmelade bringen sollte. Daraufhin brachte ihr die Dienerin den nackten Smeaton ins Schlafzimmer. Obwohl der Bericht mit hoher Wahrscheinlichkeit falsch ist, da er einige gravierende Fehler enthält, zeigt er, dass die Königin mit Hilfe von Komplizen durchaus heimliche Affären gehabt haben könnte, was die Anschuldigungen gegen sie zumindest in den Augen des Königs plausibel machte.
Die meisten Historiker halten Anne Boleyn für unschuldig, weshalb Smeatons Geständnis nach wie vor Fragen aufwirft. Der Legende zufolge wurde er durch Folter zu seiner Aussage gezwungen. Diese Annahme beruht auf der Spanish Chronicle, einem anonymen Bericht eines spanischen Befürworters von Heinrichs erster Ehefrau, Königin Katharina von Aragón. In ihm heißt es, Thomas Cromwell hätte Smeaton mit einem geknoteten Strick um den Kopf gefoltert. Historiker betrachten den Bericht jedoch als unzuverlässig, da er einige gravierende, historische Fehler enthält und ein solches Vorgehen auch in der Tudorzeit illegal war. George Constantyne, ein Zeitgenosse, schrieb: „Es heißt, er sei zuerst schrecklich auf der Streckbank gefoltert worden, jedoch weiß ich nicht, ob es wahr ist.“ Allerdings hätte eine Folter auf der Streckbank im Tower stattfinden müssen. Smeaton wurde jedoch erst in den Tower gesandt, als der König bereits sein Geständnis gehört hatte und seinen Kammerdiener Henry Norris verhörte. De Carles gab ebenfalls an, dass Smeaton ohne Folter gestanden hätte.
Anne Boleyns Biograf Eric Ives geht von einem Komplott Cromwells gegen die Königin aus und vermutet, dass Cromwell Druck auf Smeaton ausübte, eine Falschaussage zu machen. Smeaton, so Ives, genoss nicht die gleichen Privilegien und Beziehungen wie die Adligen, was ihn verwundbar machte. Zur Untermauerung dieser These führt er an, dass Cromwell Smeaton nach seiner Inhaftierung im Tower als einzigen Gefangenen in Ketten legen ließ und dass er als einziger von niedriger Herkunft war. Sollte er für schuldig befunden werden, drohte ihm der Tod durch Hängen, Ausweiden und Vierteilen, während seine adligen Mitgefangenen die Chance auf einen wesentlich schnelleren Tod durch Enthauptung hatten. Wenn er allerdings geständig war, konnte er auf die Gnade des Königs hoffen und ebenfalls enthauptet werden. Obwohl mitunter vermutet wird, dass Smeaton eine Affäre mit Annes Bruder George hatte und Cromwell dieses Wissen als Druckmittel gegen ihn einsetzte, finden sich dafür keine historischen Beweise.
Cromwells Biograf John Schofield widerspricht der These von Cromwells Komplott und hält es für möglich, dass Smeaton aus Rache handelte. Kurz nach seiner Verhaftung kursierten Gerüchte in London, dass Smeaton eifersüchtig auf die adligen Verehrer der Königin wäre. Die Episode mit Anne Boleyn, die sich weigerte, mit ihm zu sprechen wie mit einem Gentleman, erschien dadurch in einem neuen Licht. Möglicherweise, so Schofield, versuchte Smeaton sich an der Königin zu rächen, indem er behauptete, mit ihr geschlafen zu haben und die Namen ihrer anderen Verehrer preisgab. Dazu passt, dass es nach gängigem Gesetz kein Verbrechen war, mit der Königin zu schlafen, solange es mit ihrem Einverständnis geschah. Lediglich ein Kirchengericht urteilte über solche moralischen Fehltritte. Somit fühlte Smeaton sich möglicherweise sicher, was sich als großer Fehler erwies. Seine tatsächliche Motivation bleibt jedoch ungeklärt.

### Verurteilung und Hinrichtung
Am 12. Mai wurde Smeaton, Norris, Weston und Brereton der Prozess gemacht. Die Anklage lautete auf Ehebruch mit der Königin und Hochverrat, da Anne Boleyn angeblich geplant hatte, den König zu ermorden, damit sie einen ihrer Liebhaber heiraten konnte. Smeaton wurde beschuldigt, im April oder Mai 1534 eine Affäre mit ihr gehabt zu haben. Als einziger Angeklagter bekannte Smeaton sich des Ehebruchs schuldig, beteuerte jedoch seine Unschuld bezüglich des Hochverrats. Dennoch wurde er gemeinsam mit den anderen zum Tode verurteilt. Der König wandelte Smeatons Strafe in Enthauptung um.
Am 17. Mai 1536 wurde Smeaton gemeinsam mit Boleyn, Norris, Weston und Brereton auf Tower Hill enthauptet. Auf dem Schafott erklärte Smeaton der Menge: „Meine Herren, ich bitte euch alle, für mich zu beten, denn ich habe den Tod verdient.“ Historiker sind sich uneinig, was er damit meinte. In der Tudorzeit war es üblich, sich auf dem Schafott dem Gesetz zu unterwerfen, egal ob man schuldig war oder nicht, da nach damaliger Auffassung alle Menschen Sünder waren, die den Tod verdient hatten. Insofern könnte Smeaton sich darauf bezogen haben oder, wie Bernard anführt, noch einmal bekräftigen, dass er tatsächlich mit Anne Boleyn Ehebruch begangen hatte. Die Königin selbst glaubte offenbar das letztere, denn sie kommentierte sein Verhalten mit den Worten: „Ach! Ich fürchte, seine Seele wird für sein falsches Geständnis Strafe erleiden.“ Zwei Tage später wurde auch sie hingerichtet. Der Dichter Thomas Wyatt widmete seinen toten Kameraden eine Elegie und schrieb über Smeaton:
| Ah! Mark, what moan should I for thee make more, Since that thy death thou hast deserved best, Save only that mine eye is forced sore With piteous plaint to moan thee with the rest? A time thou haddest above thy poor degree, The fall whereof thy friends may well bemoan: A rotten twig upon so high a tree Hath slipped thy hold, and thou art dead and gone. | Ah! Mark, welche Klage soll ich für dich noch erheben Der du am meisten deinen Tod verdient hast, Außer dass mein Auge schmerzhaft gezwungen ist, Mit jämmerlicher Wehklage dich mit den anderen zu beweinen? Eine Zeitlang erhobst du dich über deinen armen Stand, Deine Freunde mögen den Fall heftig beklagen: Ein verrotteter Zweig so hoch oben am Baum Ist deinem Griff entglitten und du bist tot und fort. |  |